# May de Montravel Edwardes
Maria Eliza Emily Montravel Edwardes connue sous le nom de May de Montravel Edwardes, née à Londres en 1887 où elle est morte le 10 décembre 1964, est une peintre britannique.

## Biographie
Élève de Arthur Stockdale Cope et John Singer Sargent, elle étudie d'abord dans une école d'art de South Kensington avant d'entrer le 29 janvier 1907 à la Royal Academy Schools dont elle est récompensée par diverses médailles de bronze et d'argent. Elle quitte l'école en janvier 1912 bien qu'elle continue à y exposer ainsi qu'entre autres, à la Royal Institute of Oil Painters et à la Royal Society of Miniature Painters, Sculptors and Gravers (en).
Peintre miniaturiste, elle expose au Salon des artistes français en 1926.